# Lefty Gomez
Vernon Louis Gomez, detto Lefty (Rodeo, 26 novembre 1908 – Greenbrae, 17 febbraio 1989), è stato un giocatore di baseball statunitense che ha giocato nel di ruolo lanciatore nella Major League Baseball (MLB). È stato introdotto nella National Baseball Hall of Fame nel 1972.

## Carriera
Un lanciatore mancino, Gomez giocò nella Major League Baseball tra il 1930 e il 1943 per i New York Yankees e i Washington Senators. Coi primi vinse per cinque volte le World Series e fu convocato per i primi sette All-Star Game della storia dal 1933 al 1939. La sua miglior stagione fu quella del 1934, in cui ottenne 26 vittorie e solamente 5 sconfitte . Quell'anno e nel 1937 vinse la Tripla corona, guidando l'American League in vittorie, media PGL e strikeout; inoltre nelle stesse stagioni guidò la AL in shutout. La percentuale di vittorie di .649 lo pone al 15º posto nella storia delle major league per i lanciatori con 200 o più decisioni. Tra i lanciatori che hanno debuttato nella MLB tra il 1900 e il 1950, solo Lefty Grove, Christy Mathewson e Whitey Ford hanno sia un maggior numero di vittorie che una percentuale migliore di Gomez. Nelle World Series vinse sei partite senza alcuna sconfitta, un record dell'evento.
Nel 1940 subì un infortunio a un braccio e anche se si riprese nel 1941, lanciò la sua ultima stagione completa nel 1942, prima di apparire per una sola gara nel 1943 con i Washington Senators. Gomez era anche noto per la sua personalità estroversa e il suo umorismo nel corso della sua carriera e della sua vita. Nel 1999, The Sporting News lo inserì al 73º posto nella classifica dei migliori cento giocatori di tutti i tempi.

## Palmarès

### Club
- World Series: 5

New York Yankees: 1932, 1936–1939

### Individuale
- MLB All-Star: 7

1933–1939
- Tripla corona: 2

1934, 1937